# أمراض التلوث الأربعة الكبيرة في اليابان
أمراض التلوث الأربعة الكبيرة في اليابان (بالإنجليزية: Four Big Pollution Diseases of Japan)‏ كانت عبارة عن مجموعة من الأمراض من صُنع الإنسان، حيثُ نتجت جميعها عن التلوث البيئي بسبب سوء التعامل مع النفايات الصناعية من قبل المؤسسات اليابانية. حدثَ التلوث الأول في عام 1912، والثلاثة الأخرى حدثت بين عقد 1950 و 1960.
| المرض               | المحافظة اليابانية المتضررة | السبب               | المصدر                     | العام |
| ------------------- | --------------------------- | ------------------- | -------------------------- | ----- |
| مرض إتاي إتاي       | توياما                      | تسمم بالكادميوم     | شركة ميتسوي للتعدين والصهر | 1912  |
| داء ميناماتا        | كوماموتو                    | ميثيل الزئبق        | شركة تشيسو                 | 1956  |
| مرض نيجاتا ميناماتا | نييغاتا                     | ميثيل الزئبق        | شوا دينكو                  | 1965  |
| ربو يوكايتشي        | ميه                         | ثنائي أكسيد الكبريت | تلوث هوائي في يوكايتشي     | 1961  |

ونتيجةً للدعاوي القضائية والترويج الإعلامي والإجراءات الأخرى ضد المؤسسات المسؤولة عن التلوث، بالإضافة إلى إنشاء وزارة البيئة عام 1971، زادَ الوعي العام وحدثت تغيرات في الممارسات الصناعية وانخفض وقوع هذه الأنواع من الأمراض بعد عقد 1970.